# Armstrong (Missouri)
Armstrong is een plaats (city) in de Amerikaanse staat Missouri, en valt bestuurlijk gezien onder Howard County.

## Demografie
Bij de volkstelling in 2000 werd het aantal inwoners vastgesteld op 287.
In 2006 is het aantal inwoners door het United States Census Bureau geschat op 282, een daling van 5 (-1,7%).

## Geografie
Volgens het United States Census Bureau beslaat de plaats een oppervlakte van
2,2 km², geheel bestaande uit land. Armstrong ligt op ongeveer 254 m boven zeeniveau.

## Plaatsen in de nabije omgeving
De onderstaande figuur toont nabijgelegen plaatsen in een straal van 20 km rond Armstrong.